# Kriegerdenkmal Mont-Saint-Michel

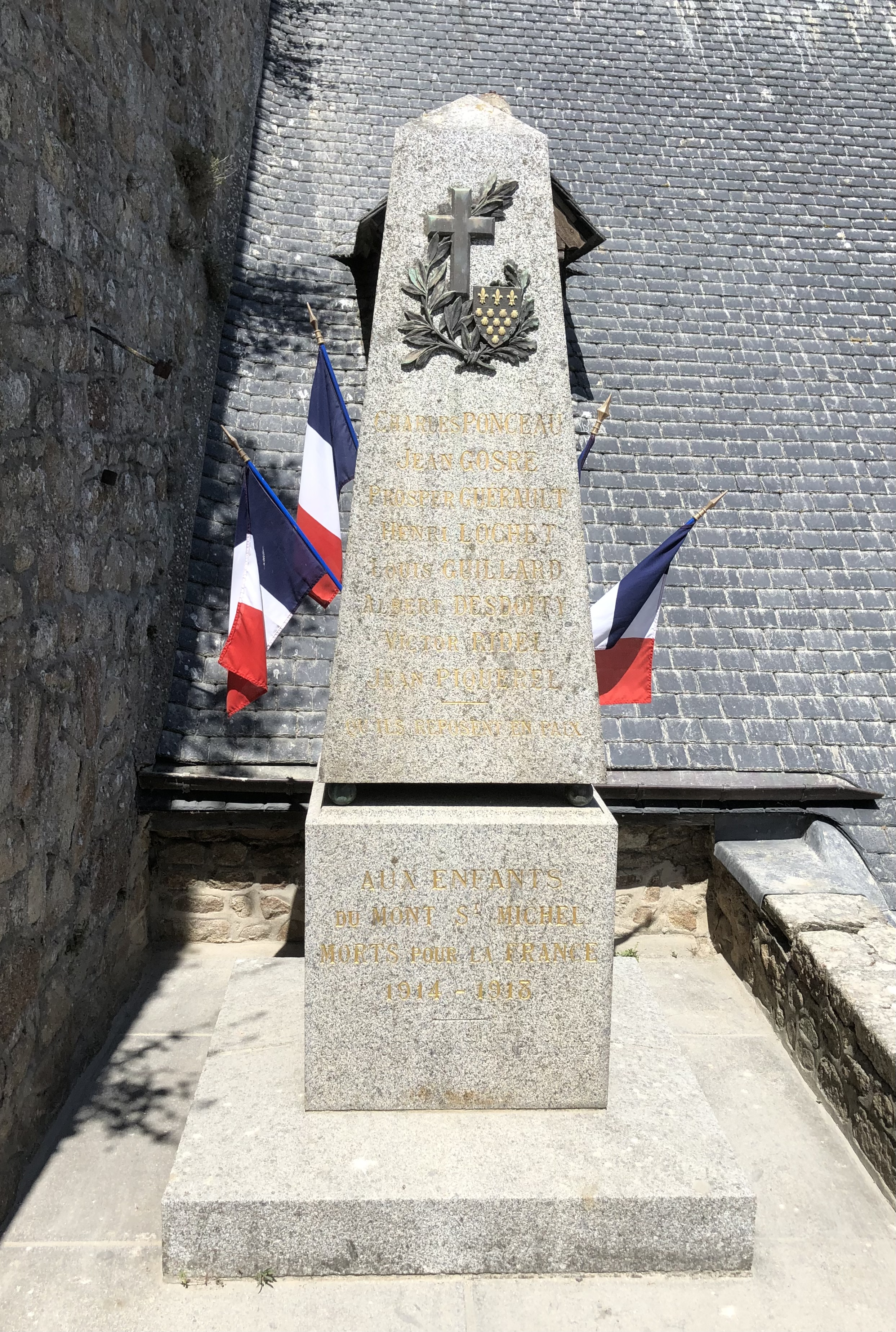
Kriegerdenkmal Mont-Saint-Michel, im Hintergrund das Dach der Kirche St-Pierre, 2022

Das Kriegerdenkmal Mont-Saint-Michel ist ein Kriegerdenkmal in der Gemeinde Le Mont-Saint-Michel in Frankreich. Mit dem Denkmal wird den aus der Gemeinde im Ersten Weltkrieg Gefallenen gedacht.
Das Denkmal befindet sich nordwestlich oberhalb des Friedhofs von Mont-Saint-Michel.

## Gestaltung und Geschichte
Das Kriegerdenkmal besteht aus einem auf einem Sockel stehenden Obelisken aus Granit. Am oberen Ende ist auf der Vorderseite ein Kreuz nebst Wappen der Gemeinde Mont-Saint-Michel und Blattschmuck angebracht. Darunter befindet sich in goldenen Lettern eine Inschrift, die die Namen der acht im Ersten Weltkrieg gefallenen Gemeindemitglieder benennt:
Darunter befindet sich die französischsprachige Inschrift:
(deutsch Mögen Sie in Frieden ruhen)
Auf der Vorderseite des Sockels und somit unterhalb der vorstehenden Inschrift befindet sich der Text:
(Den Kindern Mont-Saint-Michels die für Frankreich starben. 1914 - 1918)
Am unteren Ende befindet sich, allerdings nicht in goldenen Lettern und nur noch schwer lesbar, die weitere Inschrift: